# Enicurus maculatus
Enicurus maculatus é uma espécie de ave da família Muscicapidae.
Pode ser encontrada nos seguintes países: Afeganistão, Bangladesh, Butão, China, Índia, Myanmar, Nepal, Paquistão e Vietname.
Os seus habitats naturais são: regiões subtropicais ou tropicais húmidas de alta altitude.